# Xoria filifera
Xoria filifera là một loài bướm đêm trong họ Noctuidae.